# خوان موجیکا
خوان موجیکا (انگلیسی: Juan Mujica; ۲۲ دسامبر ۱۹۴۳ – ۱۱ فوریهٔ ۲۰۱۶) بازیکن فوتبال اهل اروگوئه بود.
از باشگاه‌هایی که در آن بازی کرده‌است می‌توان به باشگاه فوتبال لیل، باشگاه فوتبال لن، باشگاه فوتبال ناسیونال اروگوئه، باشگاه فوتبال لیورپول (مونته‌ویدئو)، و باشگاه ورزشی دفنسور اشاره کرد.
وی همچنین در تیم ملی فوتبال اروگوئه بازی کرده‌است.